# Мозырь (телеканал)
«Мозырь» — телеканал, вещающий в кабельных сетях города Мозырь. Телеканал транслирует несколько передач собственного производства, всё остальное эфирное время ретранслирует российский телеканал «ТелеДом».

## Программы
- «Новости»
- «Итоги недели»
- «Диалог в прямом эфире»
- «Праздник каждый день» — рубрика для заказов поздравлений.
- «Факты и происшествия» — программа с обзором происшествий за прошедшую неделю.
- «В центре внимания» — разговоры на актуальные и важные темы.
- «Регион-ТВ» — новости региона.
- «Частный интерес» — интерактивный проект, в котором представители местной власти, руководители и специалисты предприятий и организаций города отвечают на вопросы мозырян.
- «„Спорт“ с Евгением Монарховичем» — рубрика спортивных новостей с участием мозырян.
- «Волейбольное обозрение с Евгением Монарховичем» — обзор волейбольных матчей с участием мозырян.
- «Футбольное обозрение с Евгением Монарховичем» — обзор футбольных матчей с участием мозырян.

## Награды
- диплом Международной выставки-ярмарки «СМИ в Беларуси — 2008»[1];
- первое место среди региональных телекомпаний в соревновании среди редакций газет, организаций телевидения и радио, журналистов, осуществляющих свою деятельность на территории Гомельской области[1];
- диплом в творческом конкурсе 2008 года на лучший материал в средствах массовой информации о деятельности органов внутренних дел и внутренних войск МВД Республики Беларусь[1];
- лучшая новостная программа регионального телевидения в 2010 году на телевизионном конкурсе «Телевершина»;
- диплом третьей степени Седьмого национального телевизионного конкурса «Телевершина-2011» в номинации «Новостные программы».

## Источник
1. 1 2 3  СМИ | Мозырский районный исполнительный комитет. Дата обращения: 29 октября 2017. Архивировано 29 октября 2017 года.